# Coppa Intercontinentale 1973 (calcio)
La Coppa Intercontinentale 1973 è stata la quattordicesima edizione del trofeo riservato alle squadre vincitrici della Coppa dei Campioni e della Coppa Libertadores.

## Avvenimenti
A causa della rinuncia degli olandesi dell'Ajax a partecipare alla manifestazione, motivata ufficialmente da problemi finanziari (ma di fatto condizionata dagli episodi di gioco violento di cui le squadre sudamericane si erano rese protagoniste nelle precedenti edizioni del trofeo), furono gli italiani della Juventus, finalisti della Coppa dei Campioni, a contendere il titolo intercontinentale ai detentori della Coppa Libertadores, gli argentini dell'Independiente.

Il decisivo gol di Ricardo Bochini

Nonostante l'iniziale rifiuto del club torinese a partecipare alla manifestazione, questa si svolse in un inedito formato, disputata – per la prima volta nella storia della coppa – in gara unica, il 28 novembre 1973, allo stadio Olimpico di Roma.
Nell'incontro, che vide una netta prevalenza di gioco della squadra italiana, i bianconeri, pur privi di due punti fermi quali Capello e Furino, ebbero numerose occasioni di portarsi in vantaggio, dapprima con due traverse colte da Bettega e Altafini nel primo tempo, e poi all'inizio della seconda frazione con un calcio di rigore che Cuccureddu, atterrato in area da Galván, tirò alto.
A dieci minuti dalla fine, sfruttando l'unica azione offensiva di rilievo imbastita dall'Independiente nell'incontro, un pallonetto di Bochini, il migliore dei sudamericani assieme a Balbuena, s'insaccò in rete risultando decisivo per la vittoria dei Diablos Rojos. Inutili le conclusioni finali di Altafini e Anastasi.
Nel 2017, la FIFA ha equiparato i titoli della Coppa del mondo per club e della Coppa Intercontinentale, riconoscendo a posteriori anche i vincitori dell'Intercontinentale come detentori del titolo ufficiale di «campione del mondo FIFA», inizialmente attribuito soltanto ai vincitori del Mondiale per club.

## Tabellino
| Arbitro: | Delcourt |

|  |           |             |
|  | Marcatori | 80’ Bochini |

| Juventus | Independiente |

| GK               | 1  | Dino Zoff            |  |     |
| DF               | 2  | Luciano Spinosi      |  | 74’ |
| MF               | 3  | Gianpietro Marchetti |  |     |
| DF               | 4  | Claudio Gentile      |  |     |
| DF               | 5  | Francesco Morini     |  |     |
| DF               | 6  | Sandro Salvadore     |  |     |
| MF               | 7  | Franco Causio        |  |     |
| MF               | 8  | Antonello Cuccureddu |  |     |
| FW               | 9  | Pietro Anastasi      |  |     |
| FW               | 10 | José Altafini        |  |     |
| FW               | 11 | Roberto Bettega      |  | 74’ |
| Sostituti:       |    |                      |  |     |
| DF               |    | Silvio Longobucco    |  | 74’ |
| MF               |    | Fernando Viola       |  | 74’ |
| Allenatore:      |    |                      |  |     |
| Čestmír Vycpálek |    |                      |  |     |

| GK               | 1  | Miguel Ángel Santoro      |             |     |
| DF               | 2  | Miguel Ángel López        |             |     |
| DF               | 3  | Elbio Ricardo Pavoni      | Ammonizione |     |
| DF               | 4  | Eduardo Commisso          |             |     |
| MF               | 5  | Miguel Ángel Raimondo     |             |     |
| DF               | 6  | Francisco Pedro Manuel Sá |             |     |
| FW               | 7  | Agustín Balbuena          |             |     |
| MF               | 8  | Rubén Galván              |             |     |
| FW               | 9  | Eduardo Maglioni          |             |     |
| MF               | 10 | Ricardo Bochini           |             |     |
| FW               | 11 | Daniel Bertoni            |             | 83’ |
| Sostituti:       |    |                           |             |     |
|                  |    | Alejandro Semenewicz      |             | 83’ |
| Allenatore:      |    |                           |             |     |
| Roberto Ferreiro |    |                           |             |     |

|  |